# Розенберг, Альфред
А́льфред Эрнст Ро́зенберг (нем. Alfred Ernst Rosenberg; 31 декабря 1892 [12 января 1893], Ревель, Эстляндская губерния, Российская империя — 16 октября 1946 года, Нюрнберг, американская зона оккупации Германии) — государственный и политический деятель нацистской Германии, один из наиболее влиятельных членов Национал-социалистической немецкой рабочей партии (НСДАП) и её идеолог.
Руководитель Управления внешней политики НСДАП (1933—1943), уполномоченный фюрера по контролю за общим духовным и мировоззренческим воспитанием НСДАП (нем. Beauftragter des Führers für die Überwachung der gesamten geistigen und weltanschaulichen Schulung und Erziehung der NSDAP) (1934—1945), руководитель Центрального исследовательского института по вопросам национал-социалистической идеологии и воспитания (1940—1945), рейхсминистр восточных оккупированных территорий (нем. Reichsministerium für die besetzten Ostgebiete) (1941—1945). Рейхсляйтер (1933—1945), обергруппенфюрер СА. Приговором Нюрнбергского трибунала объявлен одним из главных военных преступников и казнён.
Придерживался ультранационалистических, расистских, антисемитских и антихристианских взглядов, которые изложил в своей самой известной работе «Миф двадцатого века» (1930). Считается автором таких ключевых понятий и идей нацистской идеологии, как «расовая теория», «окончательное решение еврейского вопроса», отказ от Версальского договора и «дегенеративное искусство». Розенберга нередко называют «главным идеологом» НСДАП, хотя степень его реального влияния на политику нацистской партии и решения Гитлера остаётся предметом споров.

## Биография

### Происхождение
Родился 31 декабря 1892 года в Ревеле (ныне Таллин, столица Эстонии), в семье уроженца Риги (ныне столица Латвии), остзейского немца-башмачника (по другим данным, купца) Вольдемара Вильгельма Розенберга (нем. Woldemar Wilhelm Rosenberg) и петербурженки Эльфриды Каролины Зире (фр. Elfriede Caroline Siré), происходившей из семьи переселившихся в Эстляндию французов-гугенотов.

### Ранние годы
После окончания Ревельского Петровского реального училища осенью 1910 года поступил на факультет архитектуры Рижского политехнического института. Во время Первой мировой войны перебрался в Москву. В январе 1918 года окончил Московское высшее техническое училище (МВТУ) с дипломом первой степени как «дипломированный инженер-архитектор».
В феврале 1918 года вернулся в Ревель, где попытался вступить в германский добровольческий корпус, но не был принят как «русский». Работал учителем в ревельской мужской гимназии (ныне гимназия Густава Адольфа).

### Переезд в Германию. Восхождение в партийной и государственной иерархии
В конце 1918 года переехал в Мюнхен, где занялся писательской деятельностью. В конце 1919 года был привлечён Дитрихом Эккартом в «Общество Туле», после чего сблизился с Адольфом Гитлером и в 1920 году вступил в НСДАП (билет № 625).

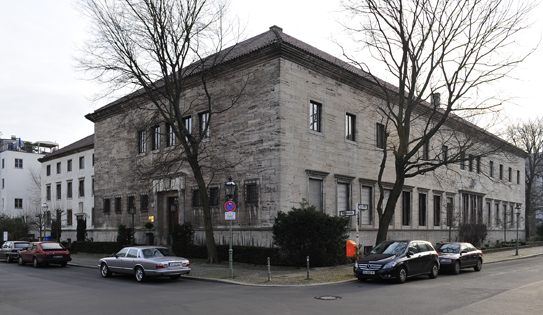
С 1942 года офис министра по делам оккупированных восточных территорий Альфреда Розенберга

Был среди тех, кто оказал огромное влияние на формирование взглядов Гитлера, в частности, именно Розенберг ознакомил будущего фюрера с «Протоколами сионских мудрецов». Ключевым компонентом идеологии Розенберга было отождествление евреев и большевиков — иудео-большевистский заговор.
По воспоминаниям современников, «в его речах сразу чувствовался мыслитель, высказывающий оригинальные идеи в доступной форме». Был убеждён, что всю историю человечества можно объяснить с точки зрения расовой теории. В 1920 году выпустил антисемитские работы «След евреев в изменениях времени» и «Безнравственность в Талмуде». В 1922 году издал книгу «Природа, основные принципы и цели НСДАП».
С 1921 года — главный редактор центрального органа НСДАП «Völkischer Beobachter». Участник «Пивного путча» 9 ноября 1923 года, после провала которого скрылся и не был привлечён к ответственности.
Был видным членом группы Aufbau Vereinigung — тайной организации русских эмигрантов, оказавшей решающее влияние на идеологию раннего национал-социализма.
Многие идеи Розенберга были использованы Гитлером при написании «Майн кампф». Пока Гитлер находился в тюрьме, Розенберг основал Великогерманское рабочее сообщество, в которое вошли многие члены запрещённой НСДАП. По сути, Гитлер тогда возложил на Розенберга руководство нацистской партией, как на своего заместителя, но Розенберг не справился с задачей сохранить партийное единство, и Гитлеру после выхода из ландсбергской тюрьмы пришлось воссоздавать партию.
В 1929 году Розенберг основал Союз борьбы за немецкую культуру (нем. Kampfbund fur deutsche Kultur). В 1930 году избран депутатом рейхстага от Гессен-Дармштадта, входил в состав комиссии по иностранным делам.
В 1930 году опубликовал свой труд «Миф двадцатого века», считавшийся теоретическим обоснованием национал-социализма (хотя официально и не признанный таковым); в то же время большинство его соратников по партии (включая Гитлера) утверждали, что более путаной и непонятной книги им не доводилось видеть и большинство её даже не смогло прочитать. Объявил идеалы «римского-этрусского католицизма» и «масонского гуманизма» бесполезными. «Культура всегда приходит в упадок, когда гуманистические идеалы… препятствуют праву господствующей расы управлять теми, кого она поработила», — писал Розенберг. Гитлер про эту книгу заявлял, что это «малопонятный бред, написанный самоуверенным прибалтом, который крайне путано мыслит».

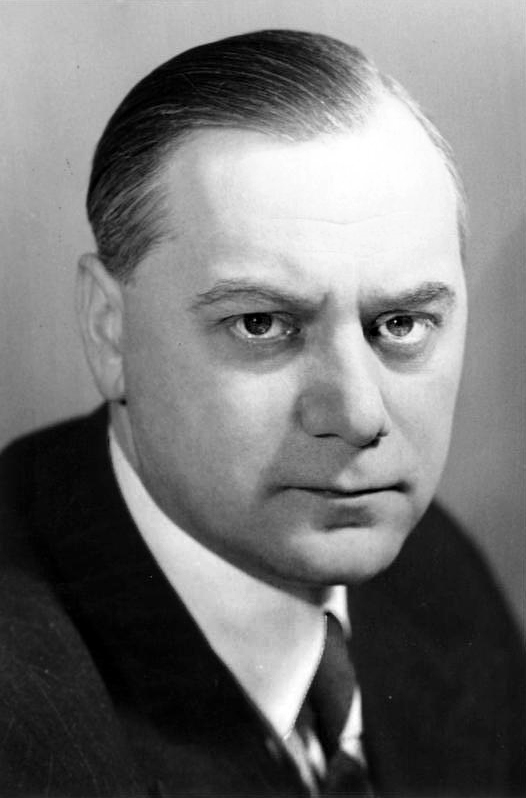
Альфред Розенберг в январе 1941 года

1 апреля 1933 года возглавил Внешнеполитическое управление НСДАП (нем. Außenpolitisches Amt) (АПА), при котором было создано Бюро иностранной помощи НСДАП. В задачу АПА входили пропаганда нацизма за рубежом, организация университетских обменов, стимулирование торговых отношений, публикация в иностранной прессе пропагандистских статей. Кроме того, АПА осуществляло сбор информации, публикуемой в зарубежной прессе, в том числе о политических эмигрантах.
С февраля 1934 по 1945 год — уполномоченный фюрера по контролю за общим духовным и мировоззренческим воспитанием НСДАП (нем. Beauftragter des Führers für die Überwachung der gesamten geistigen und weltanschaulichen Schulung und Erziehung der NSDAP), по вопросам Германского рабочего фронта и всех связанных с ним организаций. 29 января 1940 назначен главой Центрального исследовательского института по вопросам национал-социалистической идеологии и воспитания; сформировал так называемый «Штаб рейхсляйтера Розенберга», который первоначально должен был заниматься созданием научно-исследовательской библиотеки, но в годы войны превратился в организацию, проводившую в крупных масштабах захват культурных ценностей на оккупированных территориях (1 марта 1942 года по декрету Гитлера сотрудники штаба получили право обыскивать библиотеки, жилые помещения и культурные учреждения и изымать материалы, культурные ценности и т. д.).

### В годы войны против СССР
20 апреля 1941 года Гитлер проинформировал Розенберга, что планирует назначить его руководителем германских оккупационных органов на территории Советского Союза и тогда же назначил его своим «непосредственным уполномоченным для централизованного решения вопросов восточноевропейского пространства». Однако ни 20 апреля, ни через два месяца (за два дня до начала войны с СССР) ещё не было определённо решено, что за орган будет создан для управления оккупированными территориями СССР. Выступая 20 июня, Розенберг заявлял: «Вместо должности уполномоченного, возможно, будет создано учреждение с определёнными правами и государственными задачами. Сегодня нельзя определить служебные должности, но на сегодня можно считать разрешёнными следующие вопросы: 1) полномочие осуществлять на Востоке правопорядок предоставлено мне; 2) вопросы подчинённости четырёх рейхскомиссаров, которые получают указания только от меня; 3) всё руководство областью осуществляется рейхскомиссаром».

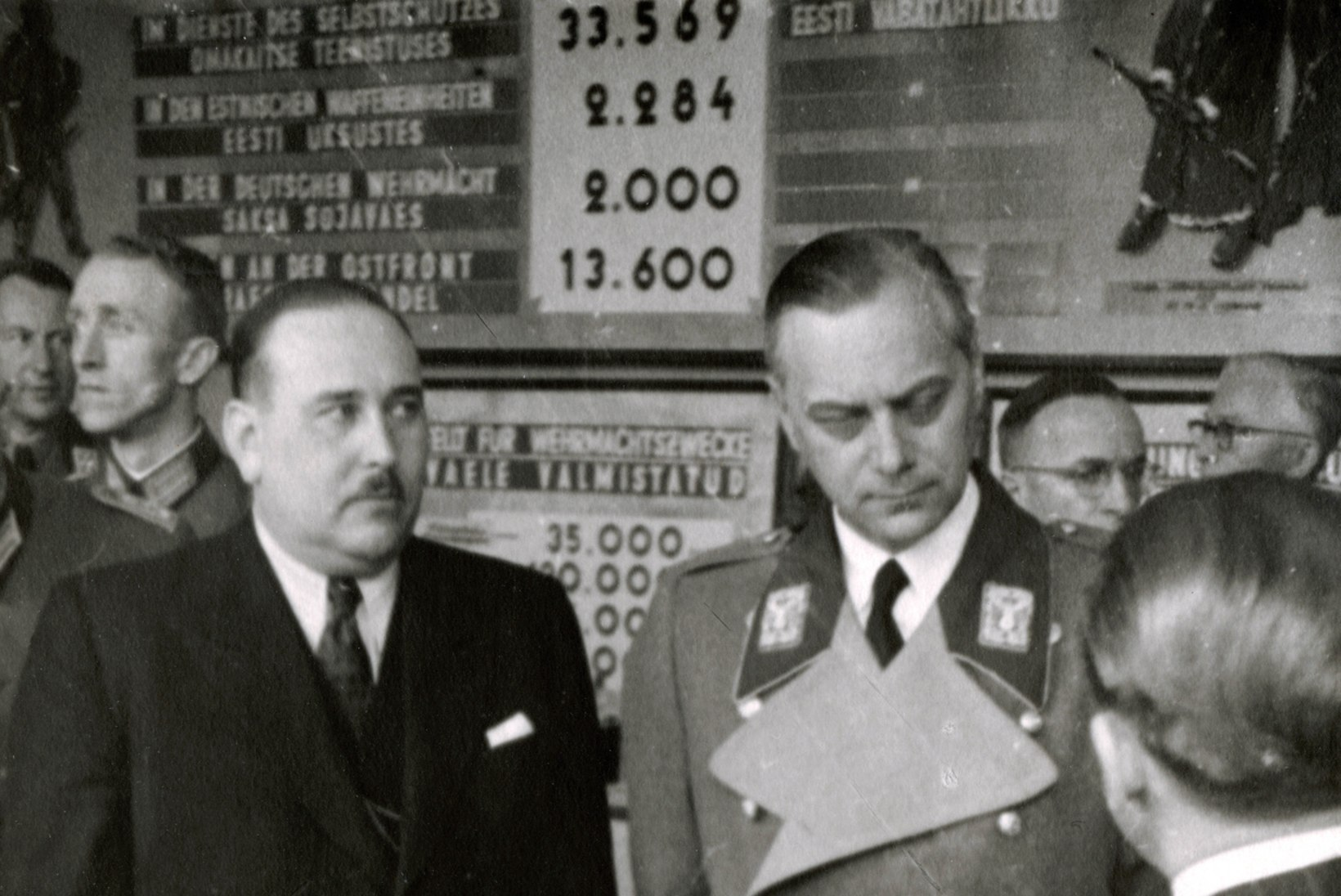
Альфред Розенберг и глава эстонского коллаборационистского самоуправления Хяльмар Мяэ, 1942 год

17 июля 1941 года, на основании указа Гитлера «О гражданском управлении в оккупированных восточных областях», под руководством Розенберга было сформировано Имперское министерство оккупированных восточных территорий. Ему подчинялись рейхскомиссариаты «Остланд» (центр — Рига), включавший территорию прибалтийских республик и Белоруссии, во главе с Генрихом Лозе (в 1944 году Генеральный округ Белоруссия от РКО был официально отсоединён); «Украина» (центр — Ровно), включавший в основном территорию Украины, за исключением нескольких областей Западной Украины, вошедших в состав Генерал-губернаторства, Южной Украины (части Винницкой, Одесской, Николаевской областей Украинской ССР и левобережная часть Молдавской ССР вошли в состав подконтрольной Румынии Транснистрии, большая часть Бессарабии также была оккупирована Румынией), а также часть белорусских областей: юг Брестской области, почти вся Гомельская и часть Пинской и Полесской областей, во главе с Эрихом Кохом. Предусматривалось создание рейхскомиссариатов «Кавказ» (центр — Тбилиси; рейхскомиссар Арно Шикеданц); «Московия» (Центральная Россия до Урала; рейхскомиссар — 3игфрид Каше); «Туркестан» (территория Средней Азии). Аппараты рейхскомиссариатов «Кавказ», «Москва» и «Туркестан» были сформированы в 1941 году, однако к работе приступили лишь некоторые административные органы на Кавказе и в Центральной России.

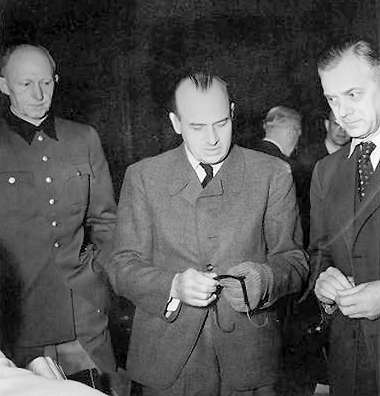
Альфред Розенберг (справа) на Нюрнбергском процессе

Хотя министерство Розенберга участвовало в создании однородных рейхскомиссариатов в соответствии со взглядами Гитлера, у Розенберга были собственные взгляды на управление оккупированными «восточными» территориями, и он считал важным заручиться поддержкой антисоветских националистических движений, ещё в 1927 году обращая на возможность использования «сильных сепаратистских движений на Украине» (нем. in der Ukraine) «и Кавказе». В сущности, взгляды Розенберга и Гитлера на право народов на самоопределение совпадали, и, как и для Гитлера, основными целями «восточной политики» (Ostpolitik) для Розенберга были колонизация и экономическая эксплуатация завоёванных территорий. Однако в то время как Гитлер ко всем «восточным народам» относился примерно одинаково, Розенберг их чётко разграничивал, выделяя в них русских, к которым относился наиболее враждебно. В соответствии со своими воззрениями Розенберг предлагал более мягкий, по сравнению с воззрениями остальной части НСДАП, план управления оккупированными территориями СССР: все они так или иначе бы находились бы под полным контролем нацистов, но формы администраций бы различались: так, план Розенберга предусматривал федерацию народов Кавказа, государство в Украине и протекторат в Прибалтике, которую планировалось «германизировать». Такие образования составляли бы «санитарный кордон», или «стену», вокруг Московии; политические образования «стены» бы были расширены за счёт территорий России и защищали бы Третий Рейх от «угрозы с Востока», то есть от русской «азиатской» Московии и отделённых восточных территорий современной России. Московии предполагался наиболее низкий статус, и в неё бы депортировались «нежелательные элементы»: например, всю Прибалтику предполагалось «германизировать» и присоединить к Третьему Рейху, и к числу лиц для «перемещения» «в область собственно России» или уничтожения принадлежали носители национальных идентичностей или трудные для ассимиляции элементы, «особенно латыши», и представители «низших рас». В отношении русских Розенберг был также относительно мягок, говоря не о ликвидации, а о «возвращении русских — изначальной Московии — к их традициям, чтобы они вновь обратились на восток». Позиция Розенберга, во-первых, была изменчивой и внутренне противоречивой, что выразилось в том числе и в создании однородных рейхскомиссариатов вместо запланированных образований, во-вторых, привела к его изоляции в НСДАП. Различия во мнениях определили борьбу ведомств нацистской бюрократии, в которой Розенберг пытался отстаивать свои проекты; в ходе конкуренции Розенберг смягчал позицию: например, отказался от идеи украинского государства и, несмотря на антирусскую позицию, на первых порах ограниченно поддержал генерала Власова и его предложения по созданию русского коллаборационистского движения, реализация которых, однако, остановилась на пропагандистской акции. Борьба Розенберга продолжалась и до конца войны, в последние месяцы его основными противниками стали СС: при Розенберге и Остминистериуме создавалось множество политических организаций и «правительств в изгнании» националистов, вроде Белорусской центральной рады и Украинского национального комитета, в то время как Гиммлер и СС выступали за объединение всех коллаборационистов СССР в Комитет освобождения народов России под русским руководством, возглавляемым Власовым.
По мнению сотрудничавшего с немцами журналиста Анатолия Стенроса-Макриди, ни сам Розенберг, ни возглавляемое им восточное министерство не пользовались авторитетом среди руководства НСДАП, потому что Гитлер относился к Розенбергу с презрением за его «теоретичность» и беспомощность, и бездарность в качестве администратора: «Все нацисты знали, что при Гитлере Розенберг не смел даже рта раскрыть и никогда не раскрывал. С постановлениями и распоряжениями Остминистерства решительно никто не считался, а Розенберг даже жаловаться на это никому не смел».
Незадолго до освобождения советскими войсками территории СССР аппараты рейхскомиссариатов были эвакуированы, а министерство фактически перестало функционировать, хотя, судя по дневнику имперского уполномоченного по тотальной войне Йозефа Геббельса, даже весной 1945 года Розенберг категорически отказывался расформировывать своё министерство. Тем не менее значительная часть аппарата министерства была мобилизована в ходе мероприятий по ведению тотальной войны.

### После войны
После окончания войны бежал на север Германии в расположение Фленсбургского правительства Карла Дёница. По воспоминаниям состоявшего в этом правительстве рейхсминистра Альберта Шпеера, там он вынашивал идею распустить нацистскую партию, заявляя при этом, что он — единственный партийный руководитель такого ранга, который вправе издать такой декрет. Был арестован военными 2-й британской армии 19 мая 1945 года в госпитале Фленсбурга.

#### Суд и казнь

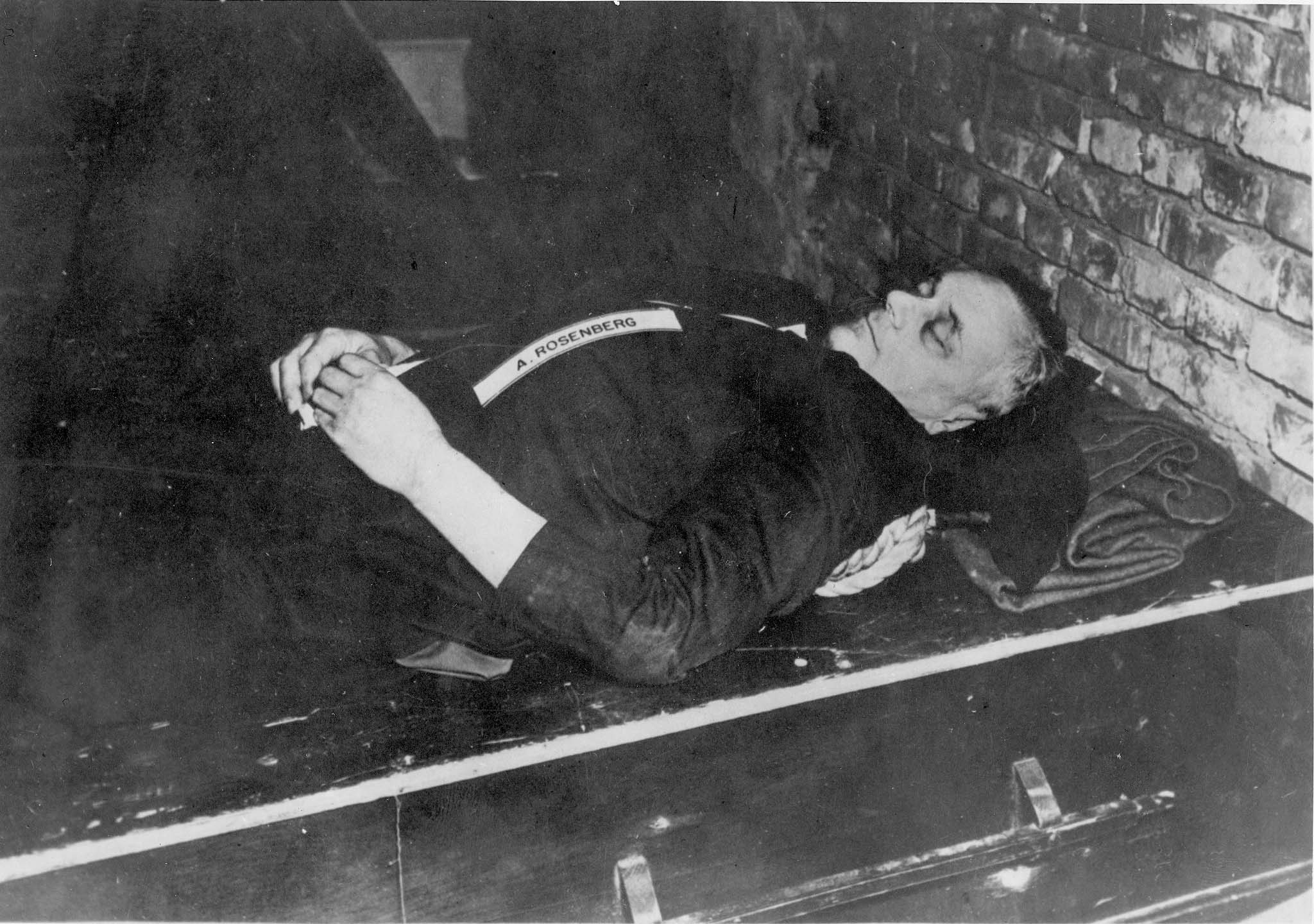
Альфред Розенберг после приведения приговора в исполнение. 16 октября 1946 года, Нюрнберг

В качестве одного из главных военных преступников предстал перед судом Международного военного трибунала в Нюрнберге. Приговорён к смертной казни через повешение. 16 октября 1946 года приговор был приведён в исполнение. Розенберг был единственным из десяти казнённых, который отказался произнести на эшафоте последнее слово.

## Идеи
Книга Розенберга «Миф двадцатого века» (1930) была для нацистов второй по важности после «Майн кампф» Гитлера. Розенберг существенно повлиял на Гитлера, и, как считается, многое в «Майн кампф» было пересказом его идей.
Розенберг писал о необходимости заново переписать мировую историю, стержень которой он видел в вечной борьбе между расами. Все крупнейшие достижения мировой культуры он относил к людям «нордической крови» и осуждал нынешний упадок германской культуры, которую разрушал либерализм. Розенберг связывал творческий дух с расой и отрицал его наличие у тех, кто происходил от смешанных браков. Розенберг рассматривал расу и народ как органическое единство души (народного духа) и тела, при котором сам образ мышления человека определялся строением его тела. Учение включало понятие «расовой души». Культуре, тесно связанной с народом, также приписывалась расовая мистическая основа, а национальному характеру — неизменность. Эти идеи обосновывали концепцию тоталитарного режима, сознательно ограничивавшего себя одним идеалом, одной политической партией и одним фюрером. Антиинтеллектуализм Розенберга наиболее явно выражался в призыве отринуть современную цивилизацию, построенную на излишнем интеллектуализме, разрывающим связи человека с природой и расой. Миф, по его мысли, содержал более глубокую истину, чем наука или здравый смысл. Розенберг сознательно строил «миф крови», или «религию расы» с целью создания нового человека и новой цивилизации. Для построения нового мифа Розенберг использовал исландскую «Эдду», германскую «Песнь о Нибелунгах», индийскую Ригведу, греческую «Илиаду». Однако вопреки этим источникам, не знавшим понятия расы, историософия Розенберга рассматривала историю как борьбу рас.
Розенберг разделял популярную в начале XX века гипотезу австрийского инженера Ханса Хёрбигера о смене земных полюсов, и считал, что в далёком прошлом климат северных широт был значительно мягче. Там существовал обширный континент, связываемый им с легендарной Атлантидой, где возникла одарённая раса голубоглазых и белокурых культуртрегеров-«арийцев». После того, как древний континент ушёл под воду, эта раса распространила свою высокую культуру, включая первую письменность, по всему миру, создавая известные древние цивилизации. Богами «арийцев» были златокудрый Аполлон и воинственная Афина Паллада. Примордиальный культурный центр на далёком Севере был центральной идеей мистического Общества Туле, с которым Розенберг был связан в 1919—1920 годах. С этим обществом также были связаны многие другие ключевые фигуры будущей НСДАП. Главным мифом Розенберг считал солнечный миф, который, по его мнению, происходил с далёкого Севера, где сезоны года были ярко выражены и значение солнечного тепла и света осознавалось особенно явственно. Затем, по Розенбергу, азиатские расы перешли в наступление из своих центров в Малой Азии, и последовал упадок «нордической расы», причиной которого было межрасовое смешение, согласно одной из основных идей расизма, порождающее неполноценное выродившееся потомство. Это смешение произошло, потому что «арийцы» ввели демократические порядки — послабления в отношении рабов, эмансипацию женщин, помощь бедноте. «Арийские» небесные боги в его книге выступали против малоазийских земных богов. Упадок «нордической расы» также определяла смена прежних светлых патриархальных богов на привнесенные из Азии образы богинь со змеями.
Розенберг относил к «нордической расе» амореев (в действительности семитоязычный народ), что позволило ему объявить «нордическим» первоначальный Иерусалим, позднее захваченный евреями. Эта идея позволила Розенбергу вслед за Хьюстоном Чемберленом считать Иисуса Христа «арийцем». Розенберг объявлял непримиримую войну христианству, которое не соответствовало «германскому духу». Он утверждал, что у основ Католической церкви стояли «этрусско-сирийские жрецы» и евреи. Они организовали средневековую охоту на еретиков ведьм, погубив последние остатки исконной «арийской веры» и исконного германского духа. Одним из наиболее пагубных действий Церкви, по Розенбергу, было навязывание всем расам единой религии и единого языка, навязывание «нордической расе» идеи греховности мира, которой у неё изначально не было. Розенберг предрекал, что люди и сама природа восстанут против этого неестественного порядка вещей.
С самого начала критиками отмечались многочисленные искажения Розенбергом исторических фактов. В ответ он называл учёных «коллекционерами фактов», лишёнными творческой фантазии. Как и его вдохновитель Хьюстон Чемберлен, Розенберг не имел исторического или антропологического образования. Истина для Розенберга состояла в том, что соответствовало интересам «органического расово-народного мировоззрения». Розенберг приходил к выводу, что миф сам будет создавать факты. Среди нацистских лидеров Розенберг был одним из главных противников Советской России, и под его влиянием Гитлер пришёл к идее колонизации славянских земель, в частности, аннексии Украины.

## Образ в кино
- «Фюрер и растлитель[нем.]» (Германия, 2024), режиссёр Йоахим Ланг, в роли Розенберга — Вольфрам Рупперти[нем.]

### Книжные издания
В списке указаны первые издания работ
1920-е
- Unmoral im Talmud. München: Deutscher Volksverl., 1920.

Английская версия:
- Immorality in the Talmud. London: Friends of Europe, 1937.
- Die Spur des Juden im Wandel der Zeiten. München: Deutscher Volksverl., 1920.

Японская версия:
- 猶太民族の歴史的足跡 (Yudaya minzoku no rekishi-teki ashiato). Tōkyō: Shin Taiyo-sha, 1944.
- Das Verbrechen der Freimaurerei. München: Hoheneichen-Verl., 1921.
- Pest in Rußland. München: Deutscher Volksverl., 1922.
- Bolschewismus, Hunger, Tod. München: Deutscher Volksverl., 1922.

Польская версия:
- Bolszewizm, głód, śmierć. Warszawa: Perzyński, Niklewicz i s-ka, 1923.
- Der staatsfeindliche Zionismus auf Grund jüdischer Quellen erläutert. Hamburg: Deutschvölkische Verlagsanst., 1922.
- Wesen, Grundlagen und Ziele der national-sozialistischen deutschen Arbeiterpartei. München: Deutscher Volksverl., 1923.
- Die Protokolle der Weisen von Zion und die jüdische Weltpolitik. München: Deutscher Volksverl., 1923.
- Zentrum und Bayerische Volkspartei als Feinde des Deutschen Staatsgedankens. München: Deutscher Volksverl., 1924.
- Dr. Georg Heim und die Novemberrepublik. München: Deutscher Volksverl., 1924.
- Der völkische Staatsgebaute. München: Deutschvölkische Verlagsbuchh., 1924.
- Börse und Marxismus oder Der Herr und der Knecht. München: Deutscher Volksverl., 1924.
- Die internationale Hochfinanz als Herrin der Arbeiterbewegung in allen Ländern. München: Deutscher Volksverl., 1925.
- Der Fall Bettauer. München: Deutscher Volksverl., 1925.
- Dolchstoß-Dokumente. München: Fr. Eher Nachf., 1926.
- Nationalsozialismus und Jungdeutscher Orden. München: Fr. Eher Nachf., 1927.
- Houston Stewart Chamberlain als Verkünder und Begründer der deutschen Zukunft. München: H. Bruckmann, 1927.
- Dreißig Novemberköpfe. Berlin: Kampf-Verlag Gregor Strasser, 1927.
- Der Weltkampf des Faschismus. München: Deutscher Volksverl., 1927.
- Der Zukunftsweg einer deutschen Außenpolitik. München: Eher, 1927.

Английская версия:
- The Future of German Foreign Policy. London: Friends of Europe, 1937.
- Der Weltverschwörerkongreß zu Basel. München: Fr. Eher Nachf., 1927.
- Dietrich Eckart. München: Eher, 1928.
- Freimaurerische Weltpolitik im Lichte der kritischen Forschung. München: Fr. Eher Nachf., 1929.

1930-е
- Der Sumpf. München: F. Eher Nachf., 1930.
- Der Mythus des 20. Jahrhunderts. München: Hoheneichen-Verlag, 1930.
- Wesen, Grundsätze und Ziele der Nationalsozialistischen Deutschen Arbeiterpartei. München: Deutscher Volksverl., 1930.
- Das Wesensgefüge des Nationalsozialismus. München: Eher, 1932.
- Die Entwicklung der deutschen Freiheitsbewegung. München: Eher, 1933.

Издано под тем же названием в Бразилии:
- Die Entwicklung der deutschen Freiheitsbewegung. Ponta Grossa: Verl. d. Dt. Vereinigung f. Evangelisation u. Volksmission, 1933.
- Revolution in der bildenden Kunst? München: Eher, 1934.
- Krisis und Neubau Europas. Berlin: Junker & Dünnhaupt, 1934.
- Le Mouvement National Socialiste. Paris: Librairie Hachette, 1934.
- Die Religion des Meister Eckehart. München: Hoheneichen-Verlag, 1934 (Sonderdruck aus dem «Mythus d. 20. Jh.»).
- Der Kampf um die Weltanschauung. München: Eher, 1934.

Болгарская версия:
- Борба за новъ свѣтогледъ. София: Нова Европа, 1942.
- Der deutsche Ordensstaat. München: Eher, 1934.
- Der Bolschewismus als Aktion einer fremden Rasse. München: Eher, 1935.
- An die Dunkelmänner unserer Zeit. München: Eher, 1935.
- The final Fight between Europe and Bolshevism. München: Eher, 1936.

Французская версия:
- L’Heure décisive de la lutte entre l’Europe et le bolchevisme. München: Eher, 1936.

Итальянская версия:
- La lotta decisiva fra l’Europa e il Bolscevismo. München: Eher, 1936.
- Разоблачённый большевизм: речи Адольфа Гитлера и Альфреда Розенберга на Нюрнбергском конгрессе Национал-социалистической германской рабочей партии 8-14 сентября 1936 г. Берлин: Новое слово, 1936.
- Nationalsozialismus, Religion und Kultur. Berlin: Industrieverl. Spaeth & Linde, 1936.
- Gestaltung der Idee. München: Eher, 1936.
- Der entscheidende Weltkampf. München: Eher, 1936.
- Rede des Reichsleiters Alfred Rosenberg auf der Gautagung des NS.-Lehrerbundes Gau Hessen-Nassau am 18. April 1937 in Mainz. [Mainz]: [Nat. Soz. Lehrerbund], 1937.
- Protestantische Rompilger. München: Hoheneichen-Verlag, 1937.

Английская версия:
- Protestant pilgrims to Rome. London: Friends of Europe, 1938.
- Kampf um die Macht. München: Eher, 1937.
- Georg Friedrich Händel. Rede bei der Feier des 250. Geburtstages Händels am 22. Februar 1935 in Halle. Wolfenbüttel: Kallmeyer, 1937.
- Ein Kampf f. dt. Wiedergeburt. Reden u. Aufsätze v. 1919—1933. München: Eher, 1937.
- Der Kampf zwischen Schöpfung und Zerstörung. Kongreßrede auf d. Reichsparteitag d. Arbeit am 8. Sept. 1937. München: Eher, 1937.

Русская версия:
- Призыв к борьбе: Речи Адольфа Гитлера и Альфреда Розенберга на Нюрнбергском конгрессе Национал-социалистической германской рабочей партии 7-13 сентября 1937 г. Berlin: G. Koenig, 1937.
- Ulrich von Hutten. [Darmstadt]: [NS.-Lehrerbund, Gau Hessen-Nassau], 1938.
- Gestalt und Leben. Halle/Saale: Niemeyer, 1938.
- Europa und sein Todfeind. München: Eher, 1938.
- Einsamkeit und Gemeinschaft. Rede des Reichsleiters Alfred Rosenberg am 11. November 1938 in Berlin. Dresden: [NS.-Verl.], 1938.
- Die neue Mission des Erziehers. München: Deutscher Volksverl., 1938.
- Der Kampf um die Freiheit der Forschung. Halle/Saale: Niemeyer, 1938.
- Демократия и большевизм: речи Адольфа Гитлера, Альфреда Розенберга и Германа Геринга на Нюрнбергском съезде НСДАП 5-12 сентября 1938 г. Берлин: Новое слово, 1938.
- Autorità e libertà. [s.l.]: [s.n.], 1938.
- Weltanschauung und Glaubenslehre. Halle/Saale: Niemeyer, 1939.
- Verteidigung des deutschen Kulturgedankens. München: Eher, [1939].
- Neugeburt Europas als werdende Geschichte. Halle/Saale: Niemeyer, 1939.
- Müssen weltanschauliche Kämpfe staatliche Feindschaften ergeben? München: Eher, 1939.
- Das Parteiprogramm. München: Eher, 1939.
- Das nationalsozialistische Deutschland und die Wissenschaft. Tōkyō: Hakusuisha Verl., [1939].

1940-е
- Unser Kampf gegen Versailles. Danzig: NSDAP., Gauleitg Danzig-Westpreußen, 1940 (als Ms. gedruckt)
- Nordisk Skjebnefellesskap. Lübeck: Nord. Ges., 1940.

Немецкая версия:
- Nordische Schicksalsgemeinschaft. Mainz: Mainzer Presse, 1941.
- Der geschichtliche Sinn unseres Kampfes. Berlin: M. Müller, 1940.
- Tradition und Gegenwart. München: Zentralverl. der NSDAP, 1941.
- ナチス闘争の理念 (Nachisu tōsō no rinen). Tōkyō: Kuni-kyō-sha, 1941.
- Gold und Blut. München: Eher, 1941.

Болгарская версия:
- Злато и кръвъ. София: Нова Европа, 1942 (работа вышла под одной обложкой с «Борба за новъ свѣтогледъ»)
- Die Judenfrage als Weltproblem. München: Eher, 1941.

Венгерская версия:
- Zsidókérdés — világprobléma. Budapest: Centrum, 1942.
- Uutta eurooppaa kohti. Helsingissä: Otava, 1942.
- Waffenbruder Finnland: ein Buch für die deutschen Soldaten in Finnland. [s.l.]: [Akateeminen Kirjakauppa], 1942.
- Schriften und Reden. Bd. 1. Schriften aus d. Jahren 1917—1921, Bd. 2. Schriften aus d. Jahren 1921—1923. München: Hoheneichen-Verlag, 1943 (юбилейное издание к 50-летию Розенберга)
- Der Weltkampf und die Weltrevolution unserer Zeit. München: Eher Nachf., 1943.

Издано под тем же названием в рейхскомиссариате Остланд:
- Der Weltkampf und die Weltrevolution unserer Zeit. Riga: Pressechef d. Reichskommissars f. d. Ostland, 1943.
- 血と名誉 (Chi to meiyo). Tōkyō: Kigensha, 1943.
- Deutsche und europäische Geistesfreiheit. München: Eher, 1944.

Чешская версия:
- Německá a evropská svoboda ducha. Praha: Orbis, 1944.

Голландская версия:
- Duitsche en Europeesche geestesvrijheid. [s.l.]: [s.n.], 1944.
- Friedrich Nietzsche. München: Eher Nachf., 1944.

1950-е
- Letzte Aufzeichnungen. Göttingen: Plesse-Verl., 1956.
- Das politische Tagebuch Alfred Rosenbergs aus den Jahren 1934/1935 und 1939/1940. Göttingen: Musterschmidt, 1956.

В 2013 году в США был найден дневник Розенберга, раннее считавшийся утерянным, который в 2015 году был издан в России: Политический дневник Альфреда Розенберга. 1934—1944 гг., М.: Русская книга, 2015, с. 448, ISBN 978-5-905030-12-3.

### Запрет в России
На основании решения Солнцевского районного суда г. Москвы от 15.10.2012 книга А. Розенберга «Мемуары» была внесена в Федеральный список экстремистских материалов под № 1648.